# Thor (космический аппарат)
«Thor» — название телекоммуникационных спутников, принадлежащих норвежской компании Telenor Satellite Broadcasting, которая входит в состав норвежской телекоммуникационной компании Telenor.
- «Thor 1», бывший Marcopolo 2, был запущен 18 августа 1990 года и приобретён в сентябре 1992 года у британской компании British Satellite Broadcasting. В декабре 2002 года был выведен из эксплуатации.
- «Thor 2» был запущен 20 мая 1997 года. В 2008 году был выведен из эксплуатации.
- «Thor 3» был запущен 10 июня 1998 года.
- «Intelsat 10-02 (Thor 10-02)» был запущен 16 июня 2004 года.
- «Thor-2R (Thor-5)» был запущен 11 февраля 2008 года.
- «Thor 6» был запущен 29 октября 2009 года. Предназначен для замены спутника «Thor 3».